# Intuition (Bill Evans)
Intuition è un album in studio del musicista statunitense Bill Evans, pubblicato nel 1975.

## Tracce
1. Invitation (Bronisław Kaper, Paul Francis Webster) – 6:28
2. Blue Serge (Mercer Ellington) – 5:09
3. Show-Type Tune (Bill Evans) – 4:08
4. The Nature of Things (Irvin Rochlin) – 3:25
5. Are You All the Things (Bill Evans) – 5:00
6. A Face Without a Name (Claus Ogerman) – 5:37
7. Falling Grace (Steve Swallow) – 4:28
8. Hi Lili, Hi Lo (For Ellaine) (Bronisław Kaper, Helen Deutsch) – 7:16

## Formazione
- Bill Evans – piano, piano Rhodes
- Eddie Gómez – basso